# 날아라 내 딸아
《날아라 내 딸아》는 2002년 8월 30일에 MBC에서 방영한 베스트극장이다.

## 줄거리
발레리나 지망생인 희수는 식사와 연습량 등을 꼭 챙기는 엄마 혜자의 기대에 부응하기 위해 늘 밤늦게까지 연습한다. 하지만 희수는 자신의 재능이 부족하다고 생각해 엄마의 기대에 부담을 느낀다. 어느 날 영화제에 입상한 친구 오빠의 축하 파티에 간 희수는 그곳에서 지운을 만나게 되고 그에게 걷잡을 수 없이 빠져든다. 그러던 어느 날 혜자는 깨끗한 희수의 연습복과 토슈즈를 확인하고 딸에게 뭔가 변화가 생겼음을 직감한다. 혜자가 다그치자 희수는 발레를 그만두고 싶다며 짐을 싸서 집을 나간다.

## 등장 인물

### 주요 인물
- 윤지숙 : 한희수 역
- 정영숙 : 혜자 역
- 김영옥 : 희수의 외할머니 역
- 오지호 : 지운 역 - 희수의 남자친구

### 그 외 인물
- 이민재
- 차윤회
- 송성희
- 조명진
- 손유경
- 정승재
- 염재욱
- 오협
- 강보라
- 전익령
- 이경미
- 이미선

### 특별출연
- LINK
- 3호선 버터플라이
- 방현아 : 발레 지도